# Primi ministri di Samoa
I primi ministri di Samoa (in lingua inglese Prime Minister of the Independent State of Samoa) è la lista dei capi di governo dello stato insulare delle Samoa, chiamate Samoa Occidentali fino al 1997. L'elenco è dal 1962, l'anno di indipendenza dalla Nuova Zelanda, anche se l'Americano Steinberger è stato primo ministro nell'Ottocento.

## Elenco
| N°         | Foto | Nome cognome (Data di nascita e data di morte)       | Durata della carica                  | Partito                                   |
| ---------- | ---- | ---------------------------------------------------- | ------------------------------------ | ----------------------------------------- |
| 1          |      | Albert Barnes Steinberger (25 dicembre 1840 - 1894)  | 22 maggio 1875 - 8 febbraio 1876     | nessun partito politico                   |
| 2          |      | Fiame Mata'afa Faumuina Mulinu'u II (1921 - 1975)    | 1 ottobre 1959 - 25 febbraio 1970    | nessun partito politico                   |
| 3          |      | Tupua Tamasese Lealofi IV (1922 - 1983)              | 25 febbraio 1970 - 20 marzo 1973     | nessun partito politico                   |
| (2)        |      | Fiame Mata'afa Faumuina Mulinu'u II (1921 - 1975)    | 20 marzo 1973 - 20 maggio 1975       | nessun partito politico                   |
| ad interim |      | Tupua Tamasese Lealofi IV (1922 - 1983)              | 21 maggio 1975 - 24 marzo 1976       | nessun partito politico                   |
| 4          |      | Tufuga Efi (1 marzo 1937)                            | 24 marzo 1976 - 13 aprile 1982       | SNDP (Samoan National Development Party)  |
| 5          |      | Va'ai Kolone (11 novembre 1911 – 20 aprile 2001)     | 13 aprile 1982 - 18 settembre 1982   | indipendente                              |
| (4)        |      | Tufuga Efi (1 marzo 1937)                            | 18 settembre 1982 - 31 dicembre 1982 | SNDP (Samoan National Development Party)  |
| 6          |      | Tofilau Eti Alesana (4 giugno 1924 – 19 marzo 1999)  | 31 dicembre 1982 - 30 dicembre 1985  | HRPP (Human Rights Protection Party)      |
| (5)        |      | Va'ai Kolone (11 novembre 1911 – 20 aprile 2001)     | 30 dicembre 1985 - 8 aprile 1988     | indipendente                              |
| (6)        |      | Tofilau Eti Alesana (4 giugno 1924 – 19 marzo 1999)  | 8 aprile 1988 - 23 novembre 1998     | HRPP (Human Rights Protection Party)      |
| 7          |      | Tuilaepa Aiono Sa'ilele Malielegaoi (14 aprile 1945) | 23 novembre 1998 - 23 luglio 2021    | HRPP (Human Rights Protection Party)      |
| 8          |      | Fiamē Naomi Mataʻafa (29 aprile 1957)                | 24 maggio 2021 - in carica           | FAST (Faʻatuatua i le Atua Samoa ua Tasi) |